# ライトフライヤー号
ライトフライヤー号（Wright Flyer）は、アメリカのライト兄弟が開発した飛行機。またの名をフライヤーＩ、又は1903フライヤーと呼ばれる。
一般に「世界で初めて飛行に成功した航空機」とされることが多いが、これより以前にも気球やグライダーなどの意図的な有人飛行、1852年のアンリ・ジファールによる飛行船などの動力飛行の前例は存在する。スミソニアン協会は、展示しているライトフライヤー号を「最初の動力付きで、パイロットが搭乗して継続的に飛行し、機体を操縦することに成功した、空気より重い空飛ぶ機械」と説明している。また国際航空連盟は、初飛行から100周年となった2003年に「最初の継続的に操縦を行った、空気より重い機体での動力飛行」と述べている。

## 概要
主翼は複葉で、ライト兄弟自製のガソリンエンジン1基（気化器も燃料噴射装置もない原始的な構造）を動力に、直径2.6mの二翅プロペラ2つを推進式に配置し、ローラーチェーンによって駆動した。プロペラのトルクを打ち消すために、2つのプロペラは相互逆回転で駆動された。低出力を補うため離陸には加速を補助するカタパルト（カウンターウエイトと櫓を用いる）の設置と滑走用のレールを敷く必要があり、完全な自力での発進は出来ない。着陸にはそりを用いる。
ライトフライヤー号は単純に浮揚するだけでなく、製作当時から、操縦系を既に備えていたことでも画期的な飛行機だった。機体前方に昇降舵、機体後部に方向舵を備え、ワイヤーにより、動翼を制御できた。エルロンとして主翼をたわませている（たわみ翼）。パイロットは機体へ腹ばいに搭乗し、主翼のたわみは腰を左右に動かすことで操作する。操縦応答性を最優先に設計したため、安定性が犠牲になっており、コンピューターシミュレーションでは姿勢が安定しないという欠点があるが、ライト兄弟はグライダーにより操縦訓練を重ねたため技量により安定させることが可能となった。
ライト兄弟は当時の飛行に関する多数の文献を読んでいたと思われ、自転車よりも操縦が困難であることは認識していた。1000回以上飛行したオットー・リリエンタールの総飛行時間はおよそ5時間であると認識しており、ウィルバーはわずか5時間の飛行では操縦を習得できないと認識した。それまではリリエンタールの滑空機のように重心の移動で操縦しようとしていたが、1899年夏にウィルバーは、小さな厚紙の箱で遊んでいる間にロール制御のための実用的な方法として、たわみ翼のアイデアを考案した。ウィルバーは1899年の8月に複葉の凧でたわみ翼の実験を実施した。1901年11月末から12月初頭までの期間に38種類の翼型を揚力の発生しない迎え角0°から45°まで43の条件で風洞実験を実施して飛行に適した翼型を開発した。これらの試験データが主翼とプロペラの設計の基礎になった。1902年10月に新しい翼型を備えた滑空機での実験結果に手応えを掴んだ兄弟達は動力飛行へ向けて1902年12月に10社に出力8から9馬力で重量が180lb(約80kg)未満のエンジンの製作を打診したが兄弟の出した条件を満たす会社は無かったので1903年2月に自分たちでエンジンを製作した。
1903年12月17日にノースカロライナ州キティホーク南約6.4kmのキルデビルヒルズ付近にて初飛行に成功した。計4回の飛行を行い4回目の飛行では59秒間で260mの飛行をしたが、その際着陸に失敗し前方の昇降舵が壊れ、その後停止中の機体が強風で転倒して大きく損傷した。
スミソニアン協会によって提供された資料を基にアメリカ航空宇宙学会のロサンゼルス支部のボランティア達によってライトフライヤー号の複製機が製作された。1999年3月に実物大の複製機がNASAのエイムズ研究センターの風洞で歴史的な飛行のデータを収集する目的で実験された。2週間の間に技術者達は複製機の安定性、飛行特性を調査した。複製機は寸分違わぬものだったが、風洞内に設置するために実機よりも幾分強化された。

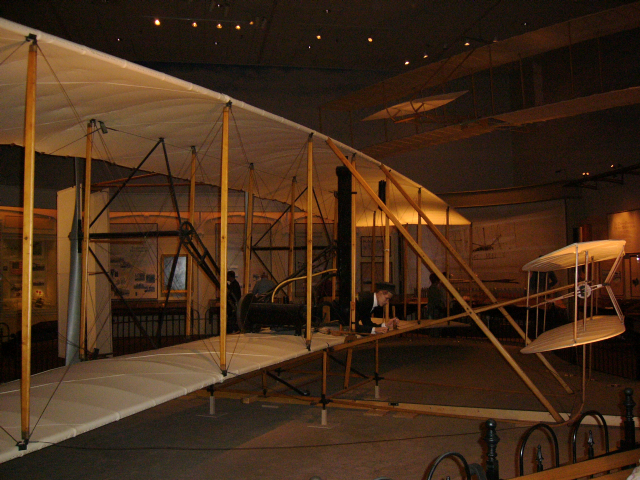
スミソニアン航空宇宙博物館に展示されているライトフライヤー
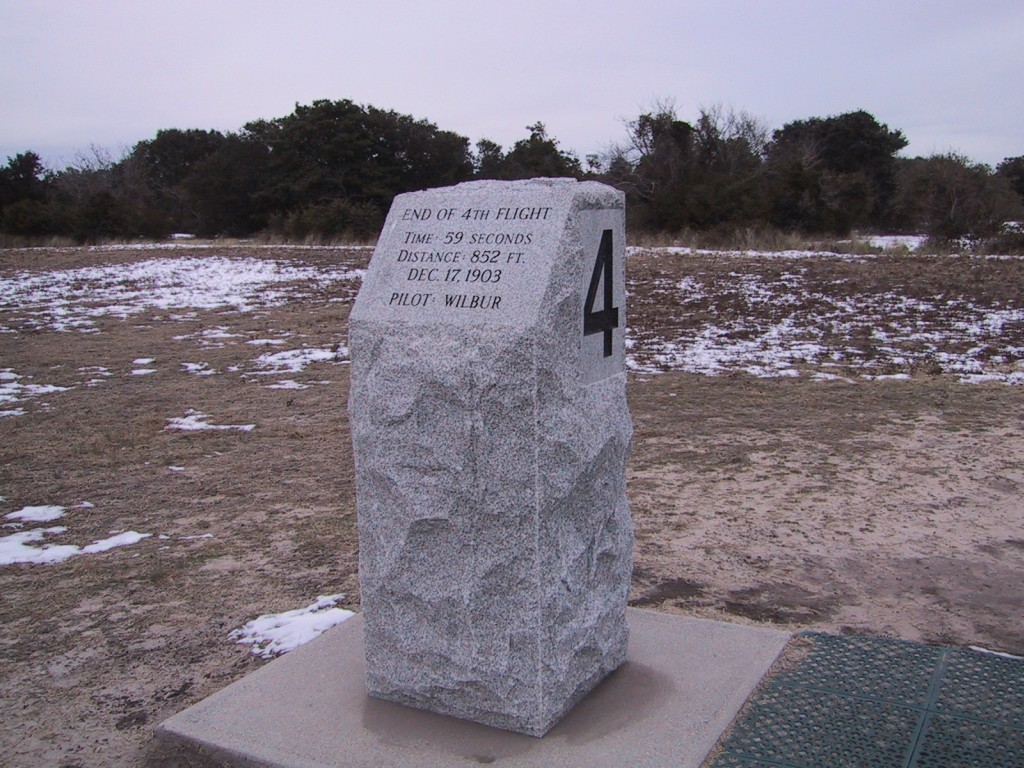
キルデビルヒルズに建設された第4飛行の記念碑
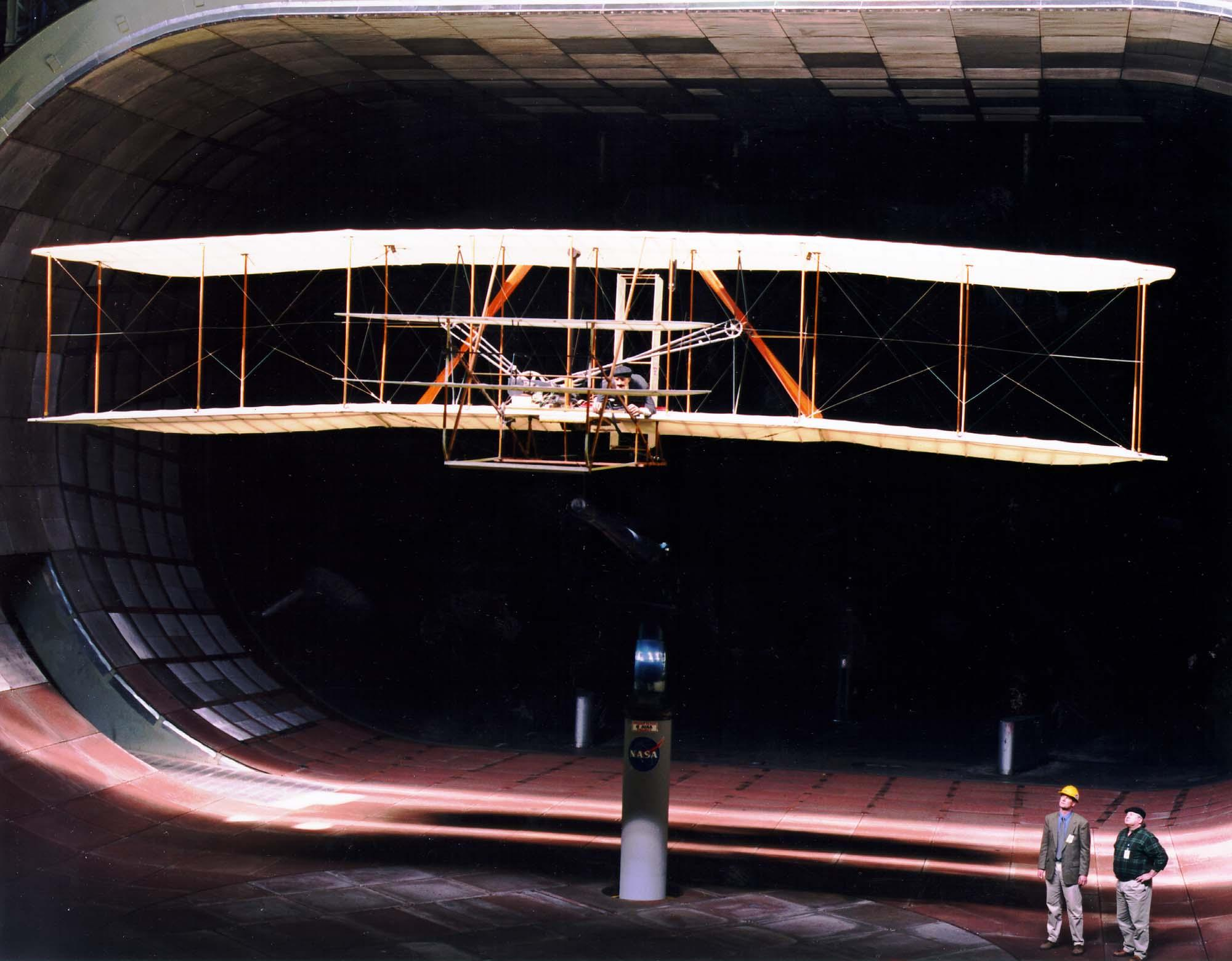
エイムズ研究センターの風洞での複製機の試験
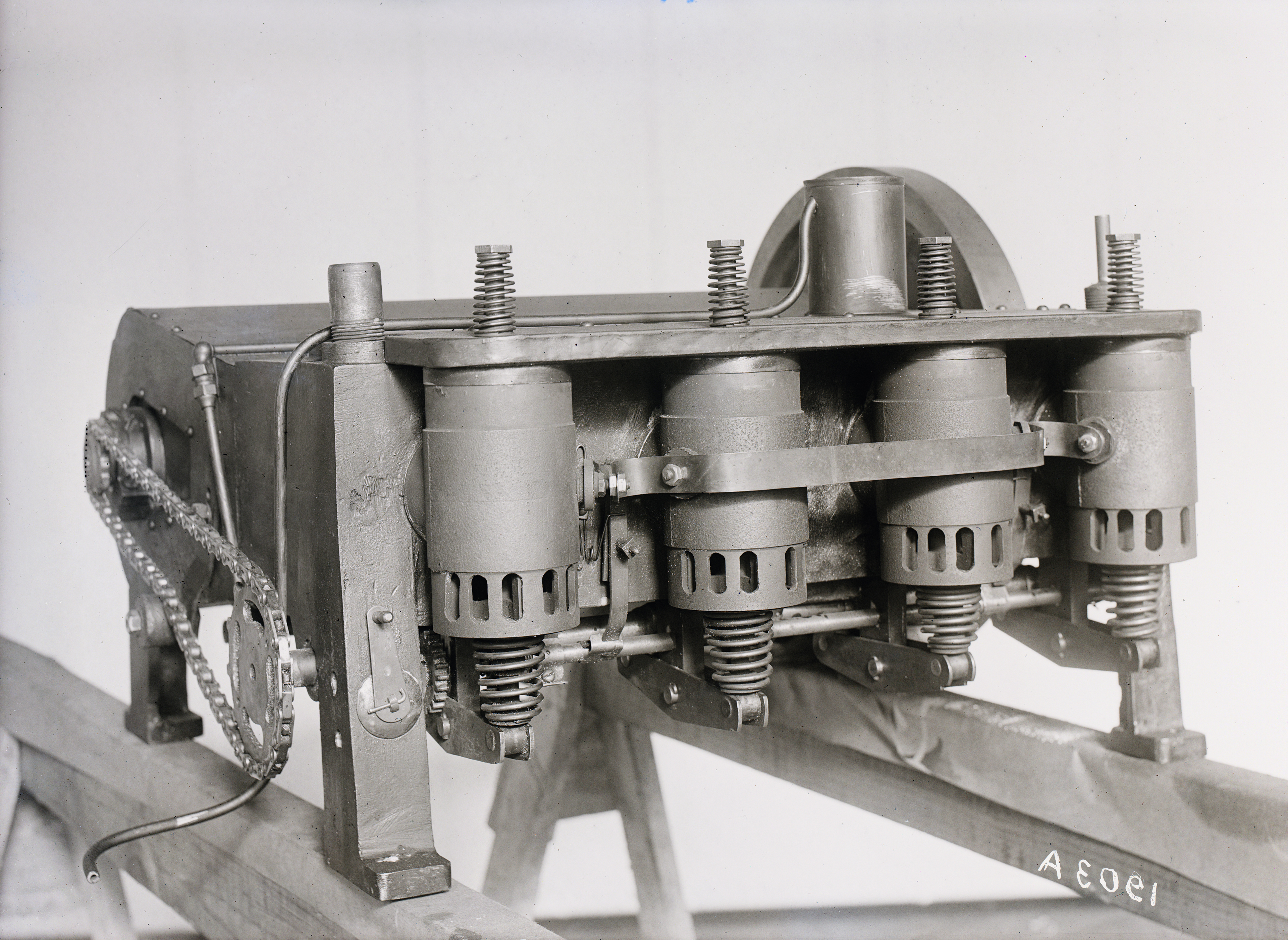
1903年ライトフライヤーの復元された水平4気筒エンジン、左正面図
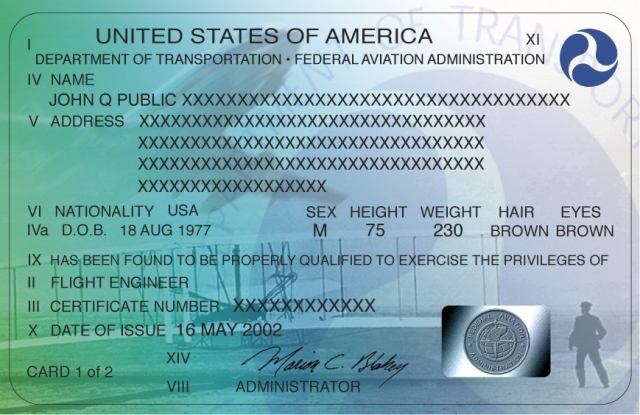
FAAの操縦資格証明証の表に描かれたライトフライヤー号